# Ministre de la Sécurité
Le ministre d'État à la Sécurité est un poste ministériel de second rang dans le gouvernement britannique, dépendant du Home Office. Il a été créé par le Premier ministre Gordon Brown le 3 juin 2009.
À la suite de la démission le 8 février 2014, du ministre d'État à l'Immigration Mark Harper, la fonction a été fusionnée avec celle de ministre de la Sécurité. James Brokenshire a assumé le rôle élargi de ministre de la Sécurité et de l'Immigration.
En 2015, la fonction est recréée sous l'intitulé de Ministre d'État à la Sécurité.

## Ministre de la Sécurité
| Nom        | Nom                   | Portrait   | Mandat                                                                | Mandat         | Parti politique | Notes |
| ---------- | --------------------- | ---------- | --------------------------------------------------------------------- | -------------- | --------------- | --- |
|            | Beverley Hughes       |            | 29 mai 2002                                                           | 1er avril 2004 | Travailliste    | Ministre d'État à l'Immigration, à la Citoyenneté et à la Lutte antiterroriste                                                       |
|            | Hazel Blears          |            | 13 juin 2003                                                          | 6 mai 2005     | Travailliste    | Ministre de la Réduction de la criminalité, du Maintien de l'ordre, de la Sécurité communautaire et de la Lutte contre le terrorisme |
| 6 mai 2005 | Hazel Blears          | 5 mai 2006 | Ministre de la Police, de la Sécurité et de la Sécurité communautaire |                | Travailliste    | |
|            | Tony McNulty          |            | 5 mai 2006                                                            | 3 octobre 2008 | Travailliste    | Ministre d'État à la Sécurité, à la lutte contre le Terrorisme, au Crime et à la Police                                              |
|            | Vernon Coaker         |            | 3 octobre 2008                                                        | 3 juin 2009    | Travailliste    | Ministre d'État à la Police, au Crime et à la Sécurité                                                                               |
|            | David Hanson          |            | 10 juin 2009                                                          | 11 mai 2010    | Travailliste    | Ministre d'État à la Sécurité, à la lutte contre le Terrorisme, au Crime et à la Police                                              |
|            | Alan West             |            | 28 juin 2007                                                          | 12 mai 2010    | Travailliste    | Ministre de la Sécurité et de la lutte contre le Terrorisme                                                                          |
|            | Pauline Neville-Jones |            | 12 mai 2010                                                           | 9 mai 2011     | Conservateur    | Ministre d'État à la Sécurité et à la lutte contre le Terrorisme                                                                     |
|            | James Brokenshire     |            | 9 mai 2011                                                            | 8 février 2014 | Conservateur    | Sous-secrétaire d'État à la Criminalité et la Sécurité                                                                               |

## Ministre d'État à la Sécurité
| Nom | Nom                | Portrait | Mandat           | Mandat           | Parti politique | Notes                                                                                     |
| --- | ------------------ | -------- | ---------------- | ---------------- | --------------- | ----------------------------------------------------------------------------------------- |
|     | John Hayes         |          | 8 mai 2015       | 15 juillet 2016  | Conservateur    | Ministre d'État à la Sécurité                                                             |
|     | Ben Wallace        |          | 17 juillet 2016  | 24 juillet 2019  | Conservateur    | Ministre d'État à la Sécurité portefeuille des Crimes économiques ajouté en décembre 2017 |
|     | Brandon Lewis      |          | 24 juillet 2019  | 13 février 2020  | Conservateur    | Ministre d'État à la Sécurité                                                             |
|     | James Brokenshire  |          | 13 février 2020  | 7 juillet 2021   | Conservateur    | Ministre d'État à la Sécurité                                                             |
|     | Damian Hinds       |          | 13 août 2021     | 7 juillet 2022   | Conservateur    | Ministre d'État à la Sécurité et aux Frontières                                           |
|     | Stephen McPartland |          | 7 juillet 2022   | 6 septembre 2022 | Conservateur    | Ministre d'État à la Sécurité                                                             |
|     | Tom Tugendhat      |          | 6 septembre 2022 | 5 juillet 2024   | Conservateur    | Ministre d'État à la Sécurité                                                             |
|     | Dan Jarvis         |          | 6 juillet 2024   | en cours         | Travailliste    | Ministre d'État à la Sécurité                                                             |